# Bahnstrecke Ruda Chebzie–Zabrze Biskupice
| Streckennummer: | 189                                                              |                                               |                                               |
| Kursbuchstrecke: | 128p (Chebzie (Morgenroth) – Bytom (Beuthen (Oberschles.)) 1934) |                                               |                                               |
| Streckenlänge: | 6,210 km                                                         |                                               |                                               |
| Spurweite: | 1435 mm (Normalspur)                                             |                                               |                                               |
| Streckengeschwindigkeit: | 30 km/h                                                          |                                               |                                               |
| |                                                                  |                                               |                                               |
| \| \| \| von Katowice (Kattowitz) \| \| \| \| 0,000 \| Ruda Chebzie (Morgenroth [Stsbf][1]) \| 295 m \| \| \| \| Anschlussgleise \| \| \| \| \| Oberschlesische Schmalspurbahn \| \| \| \| \| von Ruda Wschodnia (Friedenshütte) \| \| \| \| \| nach Gliwice (Gleiwitz) \| \| \| \| \| \| \| \| \| 1,616 \| Abzweig Ruda Orzegów \| 282 m \| \| \| 2,147 \| Ruda Orzegów (Orzegow) \| Ruda Orzegów (Orzegow) \| \| \| \| Oberschlesische Sandbahn \| \| \| \| 3,346 \| Abzweig Kuźnica \| 265 m \| \| \| \| \| \| \| \| \| Bytom–Zabrze Biskupice (Beuthen–Borsigwerk) \| \| \| \| \| nach Bytom Karb (Karf) \| \| \| \| \| von Zabrze Biskupice \| \| \| \| \| Bobrek Hp \| \| \| \| \| Oberschlesische Schmalspurbahn \| \| \| \| \| von Bytom Karb (Karf) \| \| \| \| \| von Zabrze Biskupice (Borsigwerk) \| \| \| \| \| Chorzów Stary–Radzionków (Chorzow–Radzionkau) \| \| \| \| \| Bytom (Beuthen (Oberschles.) Hbf) \| 290 m \| \| \| \| nach Chorzów Stary \| \| \| \| \| von Bytom (Beuthen) \| \| \| \| 6,210 \| Zabrze Biskupice (Borsigwerk [Stsbf]) \| 278 m \| \| \| \| \| \| \| \| \| nach Pyskowice (Peiskretscham) \| \| \| \| \| nach Gliwice (Gleiwitz) \| \| |                                                                  |                                               |                                               |
| Strecke |                                                                  | von Katowice (Kattowitz)                      | von Katowice (Kattowitz)                      |
| Bahnhof | 0,000                                                            | Ruda Chebzie (Morgenroth [Stsbf])             | 295 m                                         |
| Abzweig geradeaus und nach rechts |                                                                  | Anschlussgleise                               | Anschlussgleise                               |
| Kreuzung geradeaus unten (Querstrecke außer Betrieb) |                                                                  | Oberschlesische Schmalspurbahn                | Oberschlesische Schmalspurbahn                |
| Strecke von links · Kreuzung geradeaus unten |                                                                  | von Ruda Wschodnia (Friedenshütte)            | von Ruda Wschodnia (Friedenshütte)            |
| Strecke · Abzweig geradeaus und nach links |                                                                  | nach Gliwice (Gleiwitz)                       | nach Gliwice (Gleiwitz)                       |
| Strecke nach links · Abzweig geradeaus und von rechts |                                                                  |                                               |                                               |
| Blockstelle | 1,616                                                            | Abzweig Ruda Orzegów                          | 282 m                                         |
| ehemaliger Bahnhof | 2,147                                                            | Ruda Orzegów (Orzegow)                        | Ruda Orzegów (Orzegow)                        |
| Kreuzung geradeaus oben |                                                                  | Oberschlesische Sandbahn                      | Oberschlesische Sandbahn                      |
| ehemalige Blockstelle | 3,346                                                            | Abzweig Kuźnica                               | 265 m                                         |
| Strecke von links (außer Betrieb) · Abzweig nach links und ehemals nach rechts · Strecke von rechts |                                                                  |                                               |                                               |
| Kreuzung geradeaus unten (Strecke geradeaus außer Betrieb) · Strecke |                                                                  | Bytom–Zabrze Biskupice (Beuthen–Borsigwerk)   | Bytom–Zabrze Biskupice (Beuthen–Borsigwerk)   |
| Abzweig geradeaus und nach links (Strecke außer Betrieb) · Strecke |                                                                  | nach Bytom Karb (Karf)                        | nach Bytom Karb (Karf)                        |
| Abzweig geradeaus und von links (Strecke außer Betrieb) · Strecke |                                                                  | von Zabrze Biskupice                          | von Zabrze Biskupice                          |
| Haltepunkt / Haltestelle (Strecke außer Betrieb) · Strecke |                                                                  | Bobrek Hp                                     | Bobrek Hp                                     |
| Kreuzung geradeaus unten (Strecken außer Betrieb) · Strecke |                                                                  | Oberschlesische Schmalspurbahn                | Oberschlesische Schmalspurbahn                |
| Abzweig ehemals geradeaus und von links · Strecke |                                                                  | von Bytom Karb (Karf)                         | von Bytom Karb (Karf)                         |
| Abzweig geradeaus und von rechts · Strecke |                                                                  | von Zabrze Biskupice (Borsigwerk)             | von Zabrze Biskupice (Borsigwerk)             |
| Kreuzung geradeaus unten (Querstrecke außer Betrieb) · Strecke |                                                                  | Chorzów Stary–Radzionków (Chorzow–Radzionkau) | Chorzów Stary–Radzionków (Chorzow–Radzionkau) |
| Bahnhof · Strecke |                                                                  | Bytom (Beuthen (Oberschles.) Hbf)             | 290 m                                         |
| Strecke nach rechts · Strecke von links · Strecke nach rechts |                                                                  | nach Chorzów Stary                            | nach Chorzów Stary                            |
| Abzweig geradeaus und von rechts |                                                                  | von Bytom (Beuthen)                           | von Bytom (Beuthen)                           |
| Dienststation / Betriebs- oder Güterbahnhof | 6,210                                                            | Zabrze Biskupice (Borsigwerk [Stsbf])         | 278 m                                         |
| Strecke von links (außer Betrieb) · Abzweig geradeaus, ehemals nach links und ehemals nach rechts · Strecke von rechts (außer Betrieb) |                                                                  |                                               |                                               |
| Abzweig quer und nach rechts (Strecke außer Betrieb) · Kreuzung geradeaus unten (Querstrecke außer Betrieb) · Strecke nach rechts (außer Betrieb) |                                                                  | nach Pyskowice (Peiskretscham)                | nach Pyskowice (Peiskretscham)                |
| Strecke |                                                                  | nach Gliwice (Gleiwitz)                       | nach Gliwice (Gleiwitz)                       |

Die Bahnstrecke Ruda Chebzie–Zabrze Biskupice (Morgenroth–Borsigwerk) ist eine eingleisige und nur noch im Güterverkehr betriebene Eisenbahnstrecke in der polnischen Woiwodschaft Schlesien.

## Verlauf und Zustand

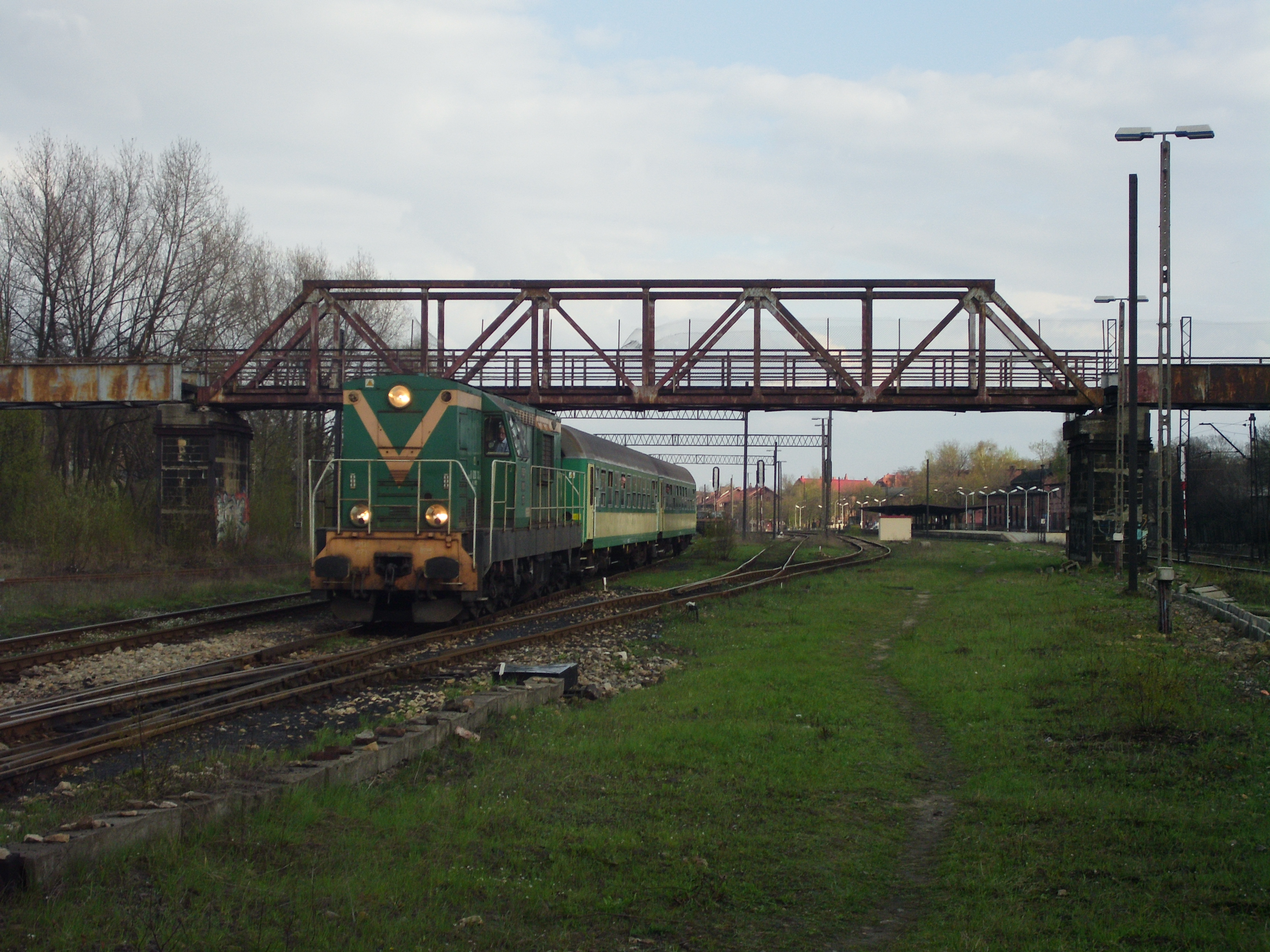
Sonderzug im Bahnhof Ruda Chebzie

Die Strecke beginnt im Bahnhof Ruda Chebzie (Morgenroth Staatsbahnhof) an der Bahnstrecke Katowice–Legnica und verläuft nordwestwärts über den Abzweig Ruda Orzegów (km 1,616), an dem die Güterbahnstrecke Ruda Kochłowice–Ruda Orzegów endet, und den Abzweig Kuźnica (km 3,546), von dem eine Zweigstrecke nach Bytom bestand, nach Zabrze Biskupice (Borsigwerk Staatsbahnhof; km 6,210) an den Bahnstrecken Bytom–Breslau und Zabrze Biskupice–Gliwice.
Die Strecke ist eingleisig, nicht elektrifiziert und darf mit dreißig Kilometern pro Stunde befahren werden.

## Geschichte
Der Abschnitt Morgenroth–Orzegow–Karf wurde am 15. September 1859 von der Oberschlesischen Eisenbahn eröffnet, der Rest der Strecke von Orzegow nach Borsigwerk am 1. Oktober 1899 von den Preußischen Staatseisenbahnen, am 1. Oktober 1900 die Verbindungsstrecke nach Beuthen.
Der Personenverkehr wurde bis 1966 komplett eingestellt, die Strecke zwischen dem Abzweig Kuźnica und Bytom auch stillgelegt.